# Obwód krymski
Obwód krymski (ukr. Кримська область, ros. Крымская область) – jednostka administracyjna w ZSRR istniejąca od 25 czerwca 1946 roku do 26 kwietnia 1954 roku w składzie Rosyjskiej Federacyjnej Socjalistycznej Republiki Radzieckiej, zaś od 26 kwietnia 1954 roku do 19 czerwca 1991 roku w składzie Ukraińskiej Socjalistycznej Republiki Radzieckiej. Centrum administracyjne – miasto Symferopol.
Obwód powstał w wyniku przekształcenia w obwód Krymskiej Autonomicznej Socjalistycznej Republiki Radzieckiej po deportacji przez NKWD z terytorium Półwyspu Krymskiego wszystkich Tatarów krymskich w maju 1944. 
Dekretem Prezydium Rady Najwyższej ZSRR z 30 czerwca 1945 w miejsce Krymskiej ASRR został utworzony obwód krymski, co de iure zostało potwierdzone dopiero 25 czerwca 1946 roku ustawą Rady Najwyższej RFSRR. Obwód w 1954 został przekazany Ukraińskiej SRR z okazji trzechsetnej rocznicy ugody perejasławskiej. Po rozpadzie ZSRR i w związku z ogłoszeniem niepodległości Ukrainy – 4 września 1991 została przyjęta deklaracja suwerenności Krymu od Ukrainy, a 6 maja 1992 konstytucja Republiki Krymu. Próby oddzielenia się Krymu od Ukrainy jednak się nie powiodły, a w 1995 została utworzona Republika Autonomiczna Krymu w składzie Ukrainy.